# Grágás
Les lois de l'oie grise (islandais : Grágás) sont un recueil de lois de la période de l'État libre islandais. 
Le terme Grágás était à l'origine utilisé dans une source médiévale pour désigner un recueil de lois norvégiennes et a probablement été utilisé à tort pour décrire le recueil existant de lois islandaises au XVIe siècle. Ces lois étaient vraisemblablement en vigueur jusqu'en 1262-1264 en Islande, date à laquelle elle a été prise par la couronne norvégienne. 

## Origines du droit islandais
Selon Ari Þorgilsson, les premières lois islandaises ont été calquées sur celles de la côte ouest de la province de Gulathing. Celles-ci ont été introduits en Islande par un immigrant de Norvège nommé Úlfljótr, au cours des années 920. 
Après plusieurs années de modification et de révision, les lois d'Úlfljótr ont été approuvées par une première assemblée. À l'issue de cette réunion, l'Assemblée générale annuelle connue sous le nom d'Althing a été créée. Chaque été suivant, les Islandais se réuniraient à Þingvellir pour des réunions législatives et judiciaires qui étaient supervisées par le lögsögumad.

## Étymologie
Le terme « Grey Goose Laws », utilisé pour décrire les lois du Commonwealth islandais au XVIe siècle, peut se référer à ce qui suit : 
- le fait que les lois ont été écrites avec une plume d'oie,
- le fait que les lois étaient liées en peau d'oie, ou
- à cause de l'âge des lois - on croyait alors que les oies vivaient plus longtemps que les autres oiseaux.

## Manuscrits
Les lois existantes du de l'État libre d'Islande comme les Grágás n'ont jamais existé en un seul volume complet à l'époque médiévale. Les Grágás ne contiennent pas un ensemble de lois unifié car il est probable qu'il n'en a jamais existé. Au lieu de cela, les Grágás proviennent de deux volumes plus petits et fragmentaires connus sous le nom de Konungsbók (Copenhague, Bibliothèque royale, GKS 1157 fol), apparemment écrits vers 1260, et le Staðarhólsbók (Reykjavík, Institut Árni Magnússon pour les études islandaises, AM 334 fol), apparemment AM écrit en 1280. Le détail orné et l'apparence des volumes suggèrent qu'ils ont été créés pour un homme riche et lettré, bien que les savants ne puissent pas en être certains. Parce que les Grágás existaient à l'origine sous deux formes différentes, chacune ayant un compte rendu écrit unique de la loi. Parfois, le Konungsbók et le Staðarhólsbók présentent des informations différentes, parfois complémentaires et parfois contradictoires. Cela pourrait représenter la manière dont la loi a été interprétée différemment par différents scribes ou par différents citoyens. 
Selon les Grágás, un tiers des lois islandaises ont été récitées par le président de la loi du parlement national islandais, l'Alþingi, chaque année sur une période de trois ans. En 1117, les Alþingi ont décidé que toutes les lois devaient être écrites et cela a été accompli à la ferme de Hafliði Másson au cours de cet hiver et publiées l'année suivante. 
Ces lois sont restées en vigueur jusqu'en 1271–1273, date à laquelle les loi Járnsíða (Icelandic pronunciation: [ˈjaurtn̥siða], ironside) - basées sur les lois norvégiennes - ont été adoptées. Il existe cependant un désaccord scientifique sur la représentativité des Grágás concernant la tradition juridique qui existait à l'époque des Vikings en Islande. On peut soutenir que la codification du droit oral dans les Grágás représente mieux la tradition juridique islandaise post-christianisme, donc après l'an 1000. 

## Contenu
Les articles de loi contenus dans les Grágás sont : 
- Section des lois chrétiennes
- Section des procédures d'assemblage
- Traitement de l'homicide
- La liste des anneaux Wergild (voir Weregild)
- La section du locuteur
- La section du Conseil du droit

## Editions et traductions
- Vilhjálmur Finsen (éd. et trans.), Grágás: Islændernes lovbog i fristatens tid, udg. efter det kongelige Bibliotheks Haanskrift, 2 vols, Copenhague : Berling, 1852, édition et traduction du texte de Konungsbók.
- Vilhjálmur Finsen (éd. et trans.), Grágás efter det Arnamagnæanske Haandskrift Nr. 334 fol., Copenhague : Gyldendal, 1879, édition et traduction du texte Staðærhólsbók.
- Dennis, Andrew, Peter Foote et Richard Perkins (trans.), Laws of Early Iceland, Gragas: The Codex Regis of Gragas with Material from Other Manuscripts, Winnipeg: Université du Manitoba, 1980.